# Pezoporus flaviventris
El perico terrestre occidental (Pezoporus flaviventris) es una especie de ave psitaciforme de la familia Psittaculidae endémica del suroeste de Australia. Anteriormente se consideraba conespecífico del perico terrestre oriental (P. wallicus) pero en la actualidad se reconocen como especies separadas. Los estudios de ADN indican que ambas especies se separaron hace unos 2 millones de años. Es una de las aves más escasas del mundo ya que quedan unos 110 individuos reproductores, por lo que está clasificado como especie en peligro de extinción.
El perico terrestre occidental tiene un plumaje similar a su pariente el perico terrestre oriental, pero con las plumas del abdomen y la base de la cola de un color amarillo más intenso con un listado negro difuso. Sus polluelos tienen la cabeza, espalda y alas de color pardo grisáceo, mientras que los del perico terrestre oriental las tienen verdes. Esta diferencia de coloración podría proporcionar mejor camuflaje a los jóvenes en movimiento en los hábitats típicos de las regiones áridas del suroeste donde vive. A diferencia del perico terrestre oriental que habita entre la vegetación densa con terreno abierto. 

## Taxonomía
Fue descrito como una especie separada por Alfred John North en 1911 en virtud de sus diferencias de plumaje. Su nombre específico, flaviventris, deriva de los términos latinos flavus «amarillo dorado» y venter «vientre». Posteriormente fue clasificado como una subespecie Pezoporus wallicus por Gregory Mathews en 1912, que consideró que sus diferencias no eran suficientes para el rango de especie. Los demás taxónomos estuvieron de acuerdo, hasta que un estudio genético de 2010 molecular reveló que su diferenciación genética respecto a las poblaciones del este de Australia y Tasmania. La tercera especie del género es el amenazado y enigmático perico nocturno (Pezoporus occidentalis).

## Descripción

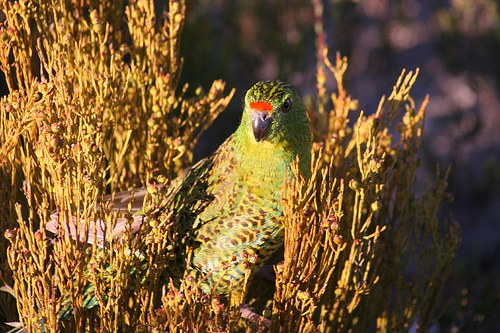
Perico terrestre occidental en la naturaleza.

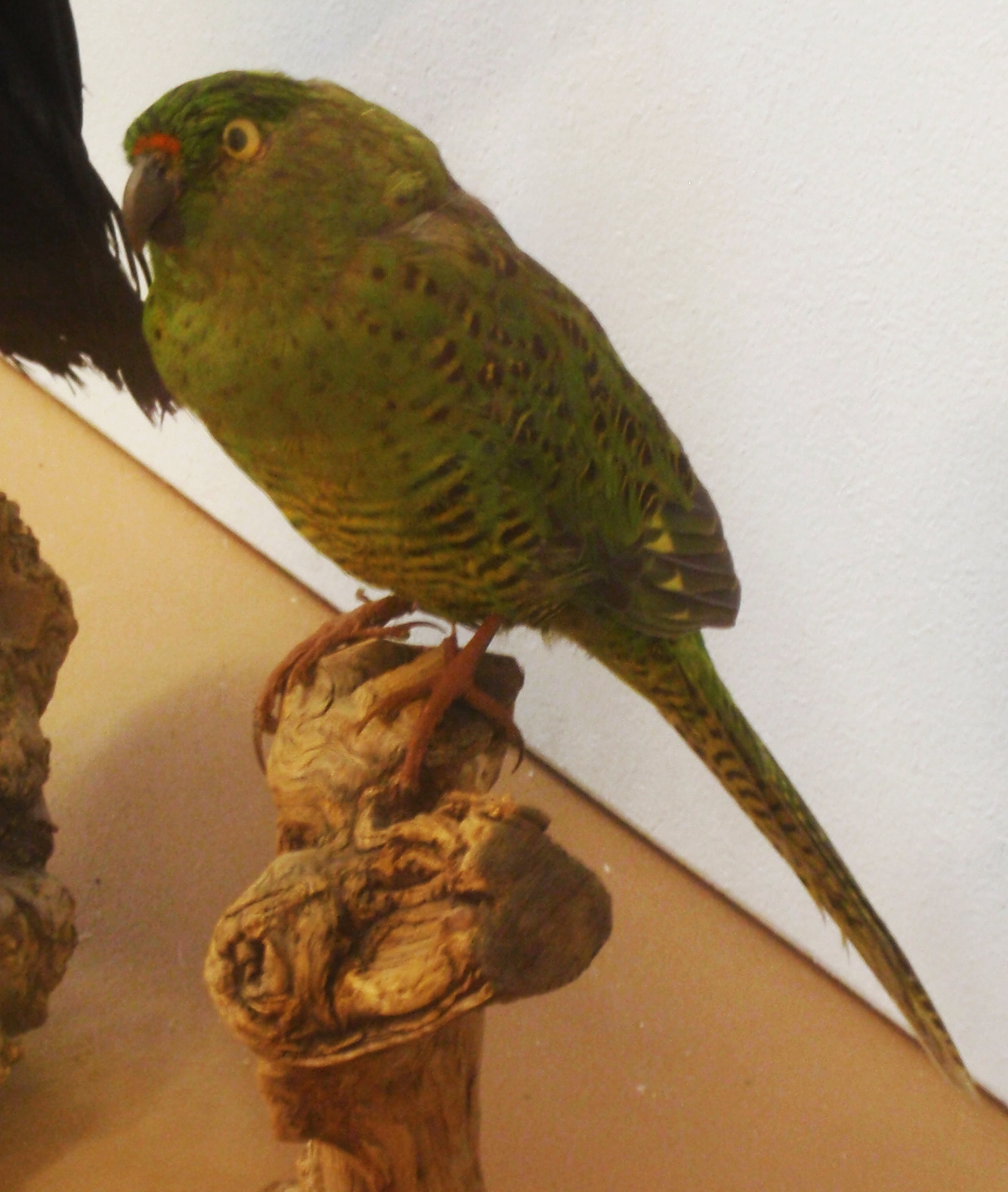
Ejemplar disecado en el museo de Historia Natural de Gotemburgo.

El plumaje del perico terrestre occidental es similar al del perico terrestre oriental (P. wallicus), verde con listado negro, pero las plumas de su abdomen y base inferior de la cola son de un color amarillo intenso en lugar de verde amarillento y con un listado negro difuso. Presentan una fina lista roja en la frente más marcada en los machos que en las hembras y poco desarrollada o ausente en los juveniles. Los machos tienden a ser algo mayores que las hembras. Los polluelos del perico terrestre occidental son de tonos pardo grisáceos más neutros que los del perico oriental que las mismas zonas de tonos verdes como los adultos, Esta diferencia de color podría ser más apropiada para camuflarse en los hábitats de las regiones áridas costeras donde viven, en contraste con las zonas de vegetación densa con poco terreno abierto en el que vive el perico terrestre oriental.

## Distribución y hábitat
En el pasado la especie se encontraba a lo largo de toda la costa suroccidental de Australia, desde Perth al norte hasta Geraldton y por la costa meridional hasta Israelite Bay. Sin embargo ha ido desapareciendo de las costas del oeste de Australia Occidental desde 1900. Actualmente el área de distribución de la especie se limita a dos localizaciones en la costa sur de Australia Occidental, al este de Albany con la población más grande en el parque nacional Cabo Árido.
Su hábitat más común son las zonas de matorral bajo sobre arenas blancas con gran densidad diversidad de plantas. Parecen ser más abundantes en las zonas donde los matorrales no han ardido en décadas, aunque vuelven a encontrarse tras seis años de haber ardido. Su hábitat suele estar compuesto en gran proporción por ciperáceas.

### Estado de conservación
Esta especie es una de las más escasas del mundo. La primera fotografía del perico terrestre occidental en la naturaleza se realizó en 2004. La población de esta especie decayó rápidamente entre 1990 y 2009 de unos 400 individuos a 110 individuos. La mayoría de los ejemplares (~100) se encontraban en el parque nacional Cabo Árido. Al considerarse hasta hace poco una subespecie no ha sido evaluado por la UICN, pero cumple varios de sus criterios de especie en peligro de extinción. Sus principales amenazas son las especies de depredadores invasoras, como los zorros, y gatos asilvestrados, además de los incendios. Está clasificada como especie en peligro por el gobierno australiano. Además muchas de las plantas de las que se alimenta son vulnerables a Phytophthora cinnamomi y se desconoce el imparto que ha significado para la especie la pérdida de elementos de su dieta.

## Comportamiento

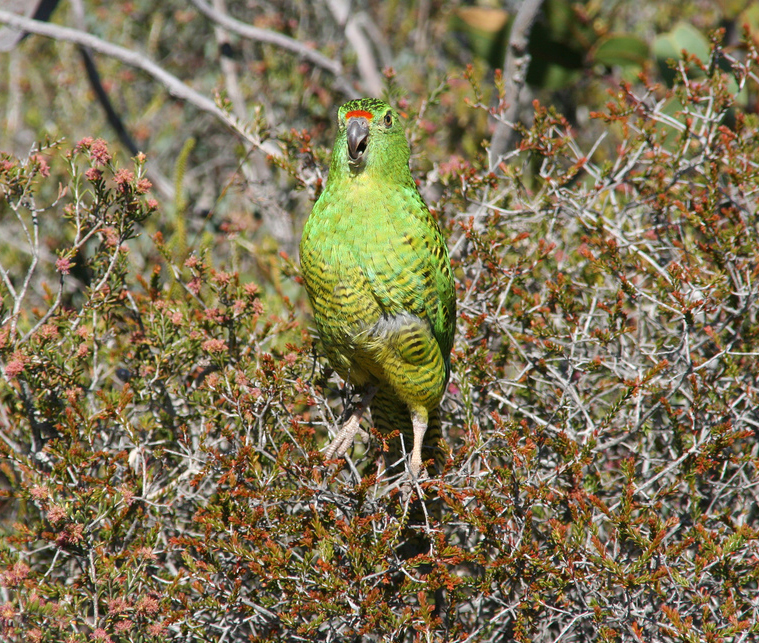
Ejemplar cantando.

El perico terrestre occidental suele alimentarse solo o en parejas. Rara vez se les ve volando o emitiendo llamadas durante el día, durante el cual permanece escondido entre la vegetación, ayudado por el camuflaje de su plumaje. Cuando se le asusta vuela bajo para volver a aterrizar a unos cien metros de distancia. Su vuelo de huida se caracteriza por seguir un patrón en zigzag con fases de planeo y batidas de alas rápidas. Emite llamadas al anochecer y al amanecer; con sonidos agudos audibles a distancia y contestados por los miembros de la especie vecinos.

### Alimentación
Se alimenta de semillas de varias plantas especialmente ciperáceas, por ejemplo Mesomaelaena stygia ssp. stygia., y también son importantes en su dieta los brotes de flores y la base de las flores por ejemplo miembros de beaufortia, dryandra y grevillea. Se ha observado a un perico terrestre occidental alimentándose de las hojas semisuculentas de Daviesia pachyphylla. Su dieta es variada y aprovecha la alta diversidad de su hábitat.

### Reproducción
El último nido de perico terrestre occidental se encontró en 1913, y se describió como una ligera depresión entre la vegetación espinosa baja (posiblemente del género Hakea). Se registraban los polluelos en los nidos entre septiembre y noviembre.